# Kavalir kralja Karla
Kavalir kralja Karla ali Karlov kavalir je majhna pasma psov, ki je nastala v 13. stoletju v Angliji. Psi te pasme so bili nepogrešljivi hišni ljubljenčki in stalni spremljevalci kralja Karla II. (Charles II.). Po njem so dobili tudi ime. Priznane so štiri barvne kombinacije in sicer Tricolour (belo-črna z rjavo barvo na določenih mestih), Ruby (rdečkasto rjava), Blenheim (belo-rjava), Black and tan (črna z rjavo na določenih mestih).
Cavalierji na kratko, so veseli in neustrašni družinski psi. Radi so v družbi ljudi in živali, ter so vedno veseli, kar pokažejo tudi, ko mahajo z repom. Ti psi so idealni za otroke, saj so zabavni. Kljub vsemu, pa morajo otroci vedeti kakšen je pravilen odnos do živali. Prijazni so tudi to tujcev in se jim želijo prikupiti enako, kot članom družine, a vseeno njihov prihod najavijo z lajanjem. Ti psi živijo zato, da bi ga imeli ljudje okoli sebe radi, in bi se jim čim bolj prikupili. Zelo so nesrečni, če morajo dalj časa ostati sami.

## Zgodovina
Najstarejše podatke o tej pasmi, ki jo danes poznamo kot Cavalier King Charles Spaniel, so upodobljene na slikah iz 16. in 17. stoletja.
Cavalierji so bili vedno zelo priljubljeni slikarjem in jih zato vidimo na številnih umetniških delih iz tega obdobja. Ti psi na slikah po navadi spremljajo večje skupine otrok, sedijo v damskih naročjih ali pa so upodobljeni v družinskih portretih kraljevih družin po celi Evropi. Že takrat, so jih ljudje večinoma uporabljali le kot spremljevalce in družabnike, kar je še do danes ostalo nespremenjeno.so tudi rjavo beli in črni

## Povezave z dvori
Portret Henriete Orleanske (sestre Karla II.), ki ga je upodobil Mignard, prikazuje damo, ki v naročju drži rjavo - belega španjela (blenheim barve) z velikimi temnimi očmi, plosko lobanjo in z ljubkim izrazom na obrazu. Najverjetneje je bila ravno Henrieta tista, ki je ljubke psičke predstavila Karlu II (Charles II), po katerem so kasneje dobili ime.
Karl II je bil tako navdušen nad temi španjeli, da je izdal poseben odlok, ki je tem psom izrecno dovoljeval dostop v vse javne ustanove. Prav tako so postale v njegovem času zelo redke tiste dvorne zabave, ki so minile brez njihove prisotnosti.
John Evelyn, Karlov pisar, navaja, da je njegov gospodar z velikim zanosom hodil naokrog vedno in povsod obkrožen s številnimi španjeli, ki so smeli poležavati celo v njegovi spalnici.
Pred kratkim je novinar z namenom, da preizkusi veljavnost takratnega Karlovega odloka, (ki ni bil nikoli preklican) poskušal v spremstvu Kavalirja vstopiti v Ministrsko Palačo v Londonu. Žal mu poskus ni uspel, uradni varnostniki so ga zavrnili, saj sme po sedanji, njim znani zakonodaji, v palačo vstopiti le pes – vodnik za slepe.
Tudi kraljica Marija Škotska je bila znana po svoji zvestobi majhnim španjelom. Govorilo se je celo, da se je med njeno usmrtitvijo za njenim krilom skrival majhen pes te pasme.
V 19. stoletju je takšne pse rdeče rjave barve vzrejal grof Marlborouški na svojem domu- Blenheimski palači. Kmalu so postali najbolj priljubljeni psi evropskih dvornih dam.
Zelo poznana je zgodba o Sari Marlborouški, ki ji je, kadar je bil njen mož na vojnih pohodih, družbo delala osebna psička. Kadar jo je zelo skrbelo za moža, je imela navado, da je psički, ki ji je sedela v naročju, pritiskala svoj palec v vrh njene glave. Legenda pravi, da so imeli vsi mladički omenjene psice na glavi rjavo piko, ki jo danes imenujemo »odtis kraljevega palca« in je zelo priljubljena in zaželena pri psih Blenheim barve. 

## Opis
Cavalierji so hišni psi. Zrastejo približno od 30 – 35 cm in tehtajo od 5 – 8 kg. Njihova dlaka je svilnata, dolga in valovita (dlaka ne sme biti kodrasta!). Glava je rahlo zaobljena. Gobček je kratek in rahlo koničast s črnimi nosnicami. Imajo velike okrogle in temne oči ter visoko nastavljena ušesa. Vrat je srednje dolg, hrbet pa raven. Njihova življenjska doba je od 12 - 14 let. Ti psi ne pojejo veliko. Običajno jih hranimo enkrat - dvakrat dnevno. Vedno pa morajo imeti čisto vodo! Cavalier je najbolj nesrečen, če je dalj časa sam. Zelo uživa v družbi otrok, seveda pa morajo vedeti, kakšen je pravilen odnos do živali. Zelo rad ima člane družine, prijazen pa je tudi do tujcev, ki jih po navadi najavi z lajanjem. Rad ima sprehode. Je aktiven in ima zelo nežen izraz. Drugače pa je športen, ima veliko energije, ni agresiven in je brez strahu.

## Barvne kombinacije
Priznane so štiri barvne kombinacije Cavalirja. In sicer:
- Tricolour - Dlaka je bele barve in ima tudi dobro vidne črne lise. Po nekaterih predelih, na primer: na licih, notranji strani ušes, nad očmi in pod repom. Na glavi in prsih pa ima široko belo črto (liso).
- Ruby - Enobarven, kostanjevo - rdeče barve z belo liso na prsih. Lisa na glavi je zelo nezaželena.
- Blenheim - bele in rjave barve.
- Black & tan - črne barve z rjavimi prameni na gobcu, nogah, prsih, notranji strani ušes in pod repom. Ima majhni beli piki nad očesoma. Bela lisa na prsih pri tej vrsti ni dovoljena!

## Značaj
Cavalier King Charles Spaniel je znan kot prijeten, prilagodljiv prijatelj, ki je vedno dobre volje. Ljudje, ki ga poznajo, ga po navadi opišejo kot zelo družabnega psa dobre narave in s kraljevsko eleganco obnašanja. Cavalier ni nikoli nervozen, in nikoli agresiven! Zelo uživa tudi v družbi majhnih otrok in različnih hišnih ljubljencev, kar je redkost za majhne pasme.
Cavalier se zelo hitro uči določene stvari in se lahko zlahka prilagodi zelo različnim načinom življenja. Uživa tako v družbi aktivnih in neaktivnih ljudi kot pri družinah z majhnimi otroci (najbolj seveda v družinah z otroki, saj jih ima zelo rad). Zadovoljen in srečen je tudi kot družabnik starejših ljudi ali kot ljubljenec ljudi, ki se manj gibajo in mu nudijo le najnujnejše sprehode. Zaradi močnega okostja zmore zelo naporne in dolge sprehode, ne bo pa se pritoževal niti nad poležavanjem pred televizorjem, seveda vedno pod pogojem, da je deležen stalne družbe in pozornosti svojega gospodarja ali otrok. Brez te pa Cavalier ne more. To nikakor ni pes, ki bi dnevno ure in ure čakal sam doma, še manj pa je primeren za bivanje v pesjaku. 
Če je gospodar vseeno večkrat odsoten po več ur bo Cavalier zelo cenil družbo živali oziroma njegovih sovrstnikov. Cavalierji se odlično razumejo med seboj ne glede na starost in spol. Ljudje, ki te pse dobro poznajo pravijo, da ni veliko več dela z več Cavalierji kot z enim samim.

## Zdravje
Pasma cavalier king charles španjel je podvržena številnim boleznim; siringomielija, bolezen mitralne zaklopke, displazija kolkov, izpah pogačice in težave z očmi so nekatere izmed njih.
Bolezen mitralne zaklopke (angleško Mitral Valve Disease, MVD) je pri cavalierjih dvajsetkrat pogostejša kot pri ostalih pasmah in je hkrati tudi glavni vzrok smrti (42,8 %). Prizadane več kot polovico cavalierjev starejših od 5 let in skoraj vse cavalierje starejše od 10 let. V primerjavi z drugimi pasmami, bolezen pri cavalierjih napreduje hitreje in lahko že v 1 do 3 letih doseže življenjsko nevarno stopnjo (normalno za to potrebuje 3 do 5 let). Prav tako se lahko pojavi že zgodaj v življenju psa.
Drugi in tretji najpogostejši vzrok smrti sta rak (12,3 %) in starost (12,2 %).
Siringomielija je močno razširjena pri pasmi Cavalier King Charles španjel, imelo naj bi jo več kot 50 % cavalierjev. Nedavna raziskava, opravljena na psih, ki niso kazali znakov bolezni, je pokazala, da jo ima 25 % eno leto starih psov in 70 % psov starosti 72 mesecev (6 let) in več. Pojavlja se po vsem svetu in ni omejena na državo, vzrejno linijo ali psarno. Siringomielija je resna bolezen, pri kateri pride do tvorb votlin v hrbtenjači blizu možganov. Zadnji del cavalierjeve lobanje je po navadi premajhen za male možgane. Ti se zato stisnejo skozi veliko zatilnično odprtino (foramen magnum) in pri tem delno prekinejo pretok cerebrospinalne tekočine po hrbtenjači. Zaradi spremenljivega pritiska pride nato do tvorbe s tekočino napolnjenih siringomieličnih votlin v hrbtenjači.
Simptomi so lahko zelo različni in se redko pojavijo pred 6 meseci starosti, zato jo pri mladičih le redko opazimo. Med najbolj zgodnje znake spada občutljivost predela okrog vratu, zaradi katere se pes poskuša praskati po vratu in ramenih. Ker je bolezen precej boleča, lahko praskanje spremljata tudi cviljenje in kričanje. Sčasoma bolezen napreduje in privede do uničenja delov hrbtenjače. Na tej stopnji so bolečine tako hude, da pes zvija vrat in lahko spi ter jé samo z visoko dvignjeno glavo. Bolezen lahko zanesljivo diagnosticiramo le s slikanjem z magnetno resonanco (MRI).
Druge težave vključujejo displazijo kolkov (12,4 % - 33 %), izpah pogačice (20 %), trombocitopenijo in makrotrombocitopenijo, različne težave z očmi, kot na primer sindrom suhega očesa, entropij, distihiaza, distrofija roženice, katarakta in displazija mrežnice.
Pojavlja se tudi sekretorni otitis, ki lahko povzroča simptome, podobne siringomieliji.